# Желтухин, Алексей Михайлович
Алексей Михайлович Желтухин (1927 — 1995) — передовик советской электротехнической промышленности, наладчик Прокопьевского завода «Электромашина» Министерства электротехнической промышленности СССР, Кемеровская область, Герой Социалистического Труда (1966).

## Биография
Родился в 1927 году. В возрасте пятнадцати лет, в 1942 году, когда шла Великая Отечественная война, начал свою трудовую деятельность в бригаде волочильщиков 4-го цеха Прокопьевского электромеханического завода. В 17 лет под руководством наставника ему было доверено обслуживать уже 3 станка на клепальном участке. В 1947 году назначен бригадиром клепальщиков.
В стране было поддержано движение за коммунистический труд. Бригада Желтухина включилась в борьбу в социалистическом соревновании. Была налажена подготовка молодых кадров для производственного цикла. Шесть человек стали обслуживать 11 станков не прибегая к помощи наладчиков и подсобных рабочих. 13 апреля 1962 года за успехи в социалистическом соревновании бригаде было присвоено звание бригады коммунистического труда. После такого успеха, приняты новые обязательства — увеличить производственную норму по высадке гаек и обсечке болтов на 14,3 %. А вскоре бригада перешла на единый наряд.
В апреле 1964 года было принято решение о занесении имени Желтухина в Книгу Почета «Летопись борьбы трудящихся Кузбасса за коммунизм».
Указом Президиума Верховного Совета СССР от 8 августа 1966 года за большой личный вклад в выполнение заданий семилетки по росту производительности труда Алексею Михайловичу Желтухину присвоено звание Героя Социалистического Труда с вручением ордена Ленина и золотой медали «Серп и Молот».
В 1967 году завершил обучение в заводском техникуме. Был инициатором многих трудовых начинаний, активным изобретателем. Являлся членом обкома профсоюза созыва 1962 и 1967 годов, избирался депутатом Прокопьевского городского совета XIX созыва.
Проживал в Прокопьевске Кемеровской области. Умер в 1995 году.

## Награды
За трудовые успехи удостоен:
- золотая звезда «Серп и Молот» (08.08.1966)
- два ордена Ленина (08.08.1966)
- Медаль «За трудовое отличие» (1962)
- Медаль «В ознаменование 100-летия со дня рождения Владимира Ильича Ленина» (1970)
- другие медали.